# Olle Ericson (1902–1976)
Olov (Olle) Viktor Ericson, ursprungligen Eriksson, född 16 mars 1902 i Kilafors, Hanebo socken, död 4 december 1976 i Hanebo församling, var en svensk konstnär.
Han var son till lantbrukaren Nils Eriksson och Klara Katarina Larsdotter och från 1947 gift med Anna Sally Hansson. Ericson studerade vid Wilhelmsons målarskola 1925. Han medverkade i utställningar med Gävleborgs konstförening. Hans konst består av stilleben, landskap och fabriksmotiv. Ericson är representerad vid Forsa folkhögskola och Vendelsbergs folkhögskola.